# أكسل ميكلسن
أكسل ميكلسن (بالدنماركية: Aksel Mikkelsen)‏ هو مؤلف دنماركي، ولد في 14 أغسطس 1849، وتوفي في 19 أكتوبر 1929.